# Alexandrin
Cet article possède un paronyme, voir Alessandrin.
L'alexandrin est, en métrique française classique, un vers composé formé de deux hémistiches (ou sous-vers) de six syllabes chacun, soit un total de douze syllabes. Les deux hémistiches s'articulent à la césure, qui est le lieu de contraintes spécifiques.
Les métriciens du XIXe siècle ont cru pouvoir identifier deux formes d'alexandrin : le tétramètre, ou alexandrin classique, et le trimètre, forme particulière popularisée à l'époque romantique. On tend aujourd'hui à considérer que ces découpages rythmiques secondaires ne relèvent pas à proprement parler de la métrique et que, par conséquent, ils ne sauraient participer à la définition de l'alexandrin. On ne saurait en revanche se contenter de définir l'alexandrin comme un vers de douze syllabes : les composants de l'alexandrin sont les hémistiches, et les syllabes ne sont que les composants de l'hémistiche. On lit parfois que l'alexandrin compte douze pieds, mais le terme de « pied » est impropre dans le cadre de la versification française.

## Origine
Le nom de ce vers provient d'un poème du Roman d'Alexandre composé par Lambert le Tort et dont tous les vers sont composés de 12 syllabes, sans qu'on puisse savoir si c'est en référence au nom de son héros, Alexandre le Grand, ou bien d'Alexandre de Bernay, continuateur de Lambert le Tort et son éditeur,. Ce cycle poétique, écrit en style épique, est du XIIe siècle, or ce n'est qu'au XVe qu'est vraiment attesté le terme alexandrin.
Jusqu'au XVIe siècle il est rare en français, le vers héroïque étant le décasyllabe. Il est réellement lancé par la Pléiade : Jean-Antoine de Baïf et Pierre de Ronsard imposent le sonnet, l'ode et l'alexandrin. Après la poésie, le théâtre l'adopte : c'est le vers cardinal au XVIIe siècle.
Au XXe siècle, Emmanuel Lochac, peut-être influencé par la brièveté du haïku japonais, écrit des monostiches, poèmes constitués d'un seul alexandrin.

## Évolution de la forme
Le vers médiéval est organisé en deux hémistiches mais, contrairement à l'alexandrin classique, tolère une syllabe féminine surnuméraire à la césure (césure « épique »).
L'alexandrin classique en deux hémistiches de six syllabes a été vanté par Boileau dans L'Art poétique. Il en formule ainsi le principe :
Que toujours, dans vos vers, // le sens coupant les mots

Suspende l'hémistich//(e), en marque le repos.
Les romantiques se sont volontairement écartés de cette pratique traditionnelle, ce que Victor Hugo a formulé, de manière classique :
Nous faisons basculer // la balance hémistiche
et, de manière plus romantique, dans son communiqué de victoire sur le classicisme :
J'ai disloqué // ce grand niais // d'alexandrin.
Par la suite, les poètes ont suivi le mouvement lancé par Victor Hugo, comme dans ce célèbre vers de Verlaine (il s'agit d'une décomposition 4 syllabes/8 syllabes du dodécasyllabe, sensibilité que l'on peut rapprocher du goût classique où les rythmes pairs sont majoritaires) :
Et la tigresse épouvantable d'Hyrcanie.
idem dans ce vers de Rimbaud :
Fileur éternel des immobilités bleues.

## Césure
La règle classique formulée par Boileau signifie formellement que la césure doit coïncider avec une coupure syntaxique importante. Selon Lancelot (1663), « il n'est pas nécessaire que le sens finisse à la Cesure [...] mais il faut [...] qu'on s'y puisse reposer », ce qui implique par exemple que des « particules » comme qui, je ne peuvent y apparaître. De même, le substantif et l'adjectif ne peuvent figurer de part et d'autre de la césure. D'autre part, si le sens continue après la césure, « il faut qu'il aille au moins jusques à la fin du vers ».
L'e muet (appelé aussi e caduc, e féminin ou e sombre) est banni de la syllabe marquant la césure (qui est donc forcément tonique). Il peut par contre apparaître à la syllabe suivante, pour autant qu'il soit élidé. Par exemple, si :
Oui, je viens dans son tem//pl(e) adorer l'Éternel
est un alexandrin classique bien formé, on ne peut pas en dire autant du suivant, dans lequel le e muet non élidé à la septième syllabe produit un enjambement du premier hémistiche sur le deuxième :
Oui, je viens dans son tem//ple prier l'Éternel
ou de ce dernier, dans lequel le e muet à la sixième syllabe décale la césure entre la cinquième et la sixième :
Je viens dans son tem//ple pour prier l'Éternel.
On pourrait croire que ce n'est qu'à partir de la fin du XIXe que les poètes ont utilisé le e muet à la césure. Mais on trouve un e sombre enjambant dans l'épître XIX de François Le Métel de Boisrobert:
Soit que je considè//re ta grande fortune
On le trouve aussi à la césure dans Gabriel Bataille qui en fait une utilisation systématique dans son poème ma bergère non légère avec par exemple :
Où nous prenons ensem//ble de doux passe temps
Plus tard on retrouvera par exemple dans Guillaume Apollinaire ce type « d'écart » :
Madame Rosemon//de roule avec mystère
Gardons-nous de penser l'histoire de la poésie trop linéairement. Certains vers qui sont considérés communément comme "modernes" sont en réalité ataviques.
Les analystes d'aujourd'hui préfèrent employer le terme de dodécasyllabe pour désigner un alexandrin sans césure. En effet, il est considéré que celle-ci est la marque d'une forme stricte du vers apparentée au classicisme, et que, par conséquent, l'esprit de contradiction rimbaldien et romantique cherchant à s'affranchir de la rigidité des règles classiques demande à distinguer ces deux vers. L'appellation de dodécasyllabe étant issue du grec dṓdeka (δώδεκα) signifiant « douze ».

## Analyse rythmique
Comme tout énoncé en prose, un alexandrin particulier peut être soumis à une analyse rythmique : certaines syllabes remarquables, correspondant aux accents toniques identifiés par le lecteur, sont privilégiées. En résulte un découpage subjectif (il peut différer d'un lecteur à l'autre) en « mesures » bornées par les syllabes « accentuées ». Quand cette « coupe » touche un mot à finale féminine, sa syllabe posttonique se voit rejetée dans la mesure suivante. Il n'est donc pas rare qu'elle prenne place au milieu d'un mot :
Cette obscu/re clarté // qui tom/be des étoiles
— Corneille, Le Cid, IV, 3
À partir du XIXe siècle, les traités de métrique foisonnent de ce type d'analyses ; elles tendent même à reléguer au second plan
l'analyse métrique proprement dite, qui se borne à définir l'alexandrin « en général » (en tant que modèle de vers) comme se composant de deux hémistiches. Sauf exception, les mesures rythmiques n'enjambent pas la césure et la rime qui sont donc analysées comme des coupes. On peut donc admettre que, le plus souvent, l'analyse rythmique se cale sur le mètre.
Du fait qu'on tend à reconnaître deux mesures par hémistiche, on a jadis qualifié l'alexandrin ordinaire de « tétramètre ». Pour qualifier les vers découpés en quatre mesures de trois syllabes chacune (3/3//3/3), on a pu parler de « tétramètre à débit régulier » :
Je le vis/, je rougis,// je pâlis/ à sa vue/
— Racine, Phèdre, I, 3, v.273
Mais il n'est pas rare que des hémistiches se découpent en 1/5, 2/4, 4/2 ou 5/1 et, pourquoi pas, 0/6 ou 2/2/2, ce qui fait mentir l'appellation de « tétramètre », qui est de toute façon largement impropre car de tels découpages sont étrangers au mètre :
Mon cœur,/ comme un oiseau,// voltigeait/ tout joyeux
— Baudelaire, Les Fleurs du mal, « Un voyage à Cythère »
L'alexandrin « trimètre »
Il est dit « romantique », car c'est avec les romantiques, et Victor Hugo en particulier, qu'il se répand. Ce type d'alexandrin a pour particularité de se laisser découper, rythmiquement parlant, en trois mesures, d'où sa qualification de « trimètre ». Le plus souvent, la sixième syllabe de ces vers, bien qu'elle ne soit pas reconnue comme coupe, conserve malgré tout l'essentiel des caractéristiques métriques de la césure. Ces vers sont donc intéressants par la tension qu'ils introduisent entre la structure métrique « classique » 6//6 qui reste prégnante et le découpage rythmique prosaïque qui s'impose au lecteur.
Hugo écrit ainsi :
J'ai disloqué / ce grand niais / d'alexandrin.
— Hugo, Les Contemplations, « Quelques mots à un autre »
Comme dans cet exemple, et dans le suivant, le « trimètre » se décompose le plus souvent en trois mesures rythmiques égales, 4/4/4 dont la deuxième enjambe la césure :
Et l'étami/ne lance au loin/ le pollen d'or
— Heredia, Les Trophées, « Fleur séculaire »
Quel que soit son intérêt, cette forme d'alexandrin reste une exception, introduite au milieu de vers ordinaires pour créer un effet de contraste.
Dans Cyrano de Bergerac, Edmond Rostand offre de nombreux exemples d'alexandrins qui auraient « oublié » la césure :
Empanaché/ d'indépendan/ce et de franchise
Auparavant, Verlaine et Rimbaud avaient déjà fait subir à la césure les derniers outrages. Cependant, l'alexandrin classique reste à l'honneur chez les Parnassiens.
L'alexandrin à césure « faible »
Il arrive qu'on trouve des vers ayant les caractéristiques du trimètre dans les œuvres de tragédiens classiques (Corneille, Racine) où, en théorie, il ne devrait pas se rencontrer :
Je veux/, sans que la mort// o/se me secourir,

Toujours aimer,/ toujours souffrir,/ toujours mourir
— Corneille, Suréna, I, 3
Le premier vers cité peut facilement être coupé comme un tétramètre de rythme 2/4//1/5 ; le second ressemble à un trimètre romantique, mais c'est plus à cause de la succession de trois phrases presque semblables que pour des raisons spécifiquement rythmiques.
Pour expliquer cette apparente incohérence, certains critiques, comme Maurice Grammont, parlent de « faux trimètres », qui seraient en fait des alexandrins à césure faible. Mais ni les exemples ci-dessus, ni, dans Esther, le prétendu trimètre :
Et Mardochée/ est-il aussi/ de ce festin ?
ne s'écartent de la définition de l'alexandrin classique. Ils sont bel et bien des alexandrins césurés 6//6, car aucune règle classique ne permettrait de considérer comme fausse la césure qui prend place entre « toujours » et « souffrir » ou entre « est-il » et « aussi ». Cela admis, la question de savoir s'ils sont ou non des trimètres avant la lettre perd toute pertinence.
Au XXe siècle, l'alexandrin reste usité, mais de nouvelles expériences métriques ont lieu. Aragon par exemple a tendance à "brouiller" le rythme en resserrant le tissu sonore du vers:
Absence abominable absinthe de la guerre
Ce vers d'Apollinaire, dans Alcools :
À la fin tu es las de ce monde ancien
est un alexandrin seulement si l'on prononce la diérèse ("an-ci‑en"). Or, dans la poésie traditionnelle, « ancien » a généralement deux syllabes. En conséquence, la lecture en alexandrin ne s’impose pas d’emblée.

## Alexandrin blanc
Les alexandrins peuvent figurer parmi les vers blancs (vers non rimé dans un poème, un texte en prose ou comme proverbe).
En littérature, on trouve par exemple :
- le titre du livre de Jean d'Ormesson, C'est une chose étrange à la fin que le monde (Noyelles, 2010).
- la dernière phrase de En camping-car de Ivan Jablonka (Seuil, 2018), à propos des lumières d'une banlieue : « Visibles de l’espace, où nos vies s’égalisent ».
- les premières phrases du roman Le Jardin des femmes perdues (La Nouvelle Librairie, 2022) de Thomas Clavel : « Venise l'amoureuse est un théâtre mort, où tous les spectateurs ont grimpé sur la scène. On les voit enjamber un décor enchanteur, anciennement dressé pour des masques vivants, en cette époque aînée où vivre était la loi ».

Dans les indications de la vie quotidienne :
- « Merci d'attendre ici qu'un guichet se libère » ;
- « Le train ne peut partir que les portes fermées » ;
- « Attention à la marche en descendant du train ».

Dans La Nausée de Sartre, le personnage de l’Autodidacte s'écrie : « Ne doit-on pas, monsieur, éviter soigneusement les alexandrins dans la prose ? » Ce qui n'empêche pas Sartre, ironiquement, de glisser de nombreux alexandrins blancs dans son texte :
- « Il tombe une lumière avare et raisonnable » ;
- « Il fallait digérer le poulet et la tarte ».
- « Le beau type bronzé fume des cigarettes »[10].